# Twee oude mannen
"Twee oude mannen" (Russisch: Два старика, Dva starika) is een kort verhaal van Lev Tolstoj dat werd geschreven in 1885. Tolstoj bevond zich in de fase waarin hij zich bezighield met religieuze kwesties. In die tijd schreef hij enkele filosofische en morele verhalen en gelijkenissen. In "Twee oude mannen" gaat het over bevriende dorpsgenoten, die een pelgrimstocht naar Jeruzalem ondernemen. Het in een eenvoudige verteltrant geschreven verhaal is toegankelijk voor een breed lezerspubliek. Tolstoj toont hierin de waarden van hulpvaardigheid en medemenselijkheid.
Aan het begin van het verhaal wordt eerst een Bijbeltekst geciteerd.
Twee oude mannen, Jefim en Jelisej, hadden ooit afgesproken om met elkaar op pelgrimstocht naar Jeruzalem te gaan. Het was er nog nooit van gekomen omdat Jefim het vaak druk heeft en daarin steeds weer een reden ziet om nog even niet te gaan. Op een gegeven moment weet Jelisej hem echter te overreden om toch te vertrekken. 
Ze gaan op reis, Jelisej opgewekt, Jefim ook wel maar hij vraagt zich wel af, of hij voor zijn gezin voldoende instructies heeft achtergelaten voor lopende zaken.
Op een dag was Jelisej wat achtergebleven omdat hij trager liep. Dorstig ging hij een huisje binnen om water te vragen. Hij treft er een boer, zijn zieke vrouw, een oma en twee kinderen aan, die de hongerdood nabij zijn. In die streek was de vorige oogst mislukt. Hij haalt brood uit zijn rugzak, gaat water pompen en wat inkopen doen. Hij blijft er enkele dagen om het gezin te helpen. Die knappen langzaam weer wat op.
Hij voorziet het gezin van al datgene wat ze nodig hebben en koopt ook hun land vrij dat bij een rijke boer in onderpand was. Hij betaalt alles van zijn reisgeld. 
Hij vertrekt in de nacht zonder afscheid te nemen om Jefim weer in te halen. Als hij echter merkt dat zijn resterende geld te weinig is voor de reis, keert hij naar huis terug. Hij vertelt zijn vrouw dat ze uit elkaar geraakt zijn, maar niet waaraan zijn geld is opgegaan.
Jefim was alleen verder getrokken, had eerst nog op zijn kameraad gewacht maar zich later bij een andere pelgrim aangesloten. Samen bereiken ze Jeruzalem waar ze de heilige plaatsen bezoeken. 
Als Jefim in Jeruzalem missen bezoekt, meent hij enkele keren voorin de menigte Jelisej te herkennen. Als hij hem benadert of bij de uitgang op hem wacht, ziet hij hem echter niet. 
Tijdens zijn terugreis komt hij langs het huis waar Jelisej naar binnen ging voor water. De bewoners nodigen hem uit en vertellen over de man die hen een jaar geleden zoveel hulp gaf terwijl ze er ellendig aan toe waren. Het spijt hen dat ze niet weten wie het was.
Het verhaal eindigt met de terugkomst van Jefim in zijn dorp, waar zijn zoon de zaken niet goed blijkt te hebben waargenomen. Zijn weerzien met Jelisej is als van oude vrienden en hij beseft het belang van liefde en goede werken jegens de medemens. 

## Publicaties
Het verhaal is in het Nederlands bij verschillende uitgevers verschenen. Doorgaans wordt het gecombineerd met andere korte verhalen van Tolstoj als Vader Sergius en Waardoor de mensen leven. 